# Roger Thull
Pour les articles homonymes, voir Thull.
Roger Thull (né le 22 mai 1939 à Tétange, au Luxembourg) est un coureur cycliste luxembourgeois, professionnel de 1961 à 1965.
Son frère Marcel Thull a également été cycliste professionnel.

## Palmarès et résultats

### Palmarès sur route
- 1956
  - 2e du championnat du Luxembourg sur route débutants
- 1957
  -  Champion du Luxembourg sur route débutants
- 1960
  -  Champion du Luxembourg sur route amateurs
- 1962
  - 2e du championnat du Luxembourg sur route
- 1963
  -  Champion du Luxembourg sur route
- 1964
  -  Champion du Luxembourg sur route
  -  Champion du Luxembourg interclubs
- 1965
  -  Champion du Luxembourg interclubs
  - 2e du championnat du Luxembourg sur route

### Résultats sur les grands tours

#### Tour de France
1 participation
- 1961 : hors délais (12e étape)

#### Tour d'Italie
2 participations
- 1961 : abandon (21e étape)
- 1962 : abandon (14e étape)

#### Tour d'Espagne
1 participation
- 1963 : 62e